# Lepanthes furcatipetala
Lepanthes furcatipetala är en orkidéart som beskrevs av Leslie Andrew Garay. Lepanthes furcatipetala ingår i släktet Lepanthes och familjen orkidéer. Inga underarter finns listade i Catalogue of Life.